# Francis Clifford (4e comte de Cumberland)
Pour les articles homonymes, voir Francis Clifford et Clifford.
Francis Clifford (30 octobre 1559 – 4 janvier 1641), 4e comte de Cumberland, frère et héritier de George Clifford fut lord-lieutenant des comtés de Cumberland, Northumberland et Westmorland.

## Famille et descendance
En juin 1589, il épouse Grissel (1559-1613), la fille aîné de Thomas Hugues de Uxbridge (Middlesex). Ils ont quatre enfants :
- George (né en 1590) ;
- Henry (1592–1643), qui succéda à son père comme 5e comte de Cumberland ;
- Margaret († 1622), épousa le député Thomas Wentworth (1593-1641) ;
- Frances, seconde femme de sir Gervase Clifton de Clifton (Nottinghamshire).

## Source
- Richard T. Spence, « Clifford, Francis, fourth earl of Cumberland (1559–1641) », Oxford Dictionary of National Biography, Oxford University Press, 2004.